# 가림제
가림제 또는 가리움제(masking agent)는 화학 분석 시 분석을 방해할 만한 성분과 반응하도록 넣어주는 시약이다.
스포츠에서 가림제는 아나볼릭 스테로이드, 자극제 같은 금지 혹은 불법 약물 복용이 적발되는 것을 피하려고 쓰이기도 한다. 가령 이뇨제는 소변으로 배설되는 수분의 양을 늘려, 금지 약물의 혈중 농도를 줄여 검출을 어렵게 하는 방식으로 작용하는 간단한 가림제라고 할 수 있다.

## 참고 문헌
- “Masking agent (chemistry) - Britannica Online Encyclopedia”. 2007년 11월 9일에 확인함.

1. ↑  “가림제”. 《화학백과》. 2024년 5월 9일에 확인함.
2. ↑  “Masking Agents FAQ”. 2011년 7월 17일에 원본 문서에서 보존된 문서. 2011년 1월 20일에 확인함. Masking Agents FAQ, National Strength and Conditioning Assoc.